# Дятлово (Вышневолоцкий район)
Дя́тлово — деревня в Вышневолоцком городском округе Тверской области. 

## География
Расположена на берегу озера Почаево в 20 км к северо-востоку от Вышнего Волочка, на автодороге «Вышний Волочёк — Бежецк — Сонково».

## История
Деревня известна с XVI века. В 1545 году она входила в состав волостки Ящино Никольского погоста Быстрое в Бежецкой пятине. Позднее — в составе Карельской удельной (дворцовой) волости Осеченского приказа. Деревня была заселена карелами. В 1886 — в составе Ящинской волости; имелась школа грамотности и постоялый двор. В 1926 году деревня относилась к Дорухинскому сельскому Совету, с 1954 к Белавинскому. Первый колхоз получил название «15 лет Октября». С 1950 года организован колхоз, а затем совхоз «Вышневолоцкий».
В 1980 году Дятлово стало центром Дятловского сельского Совета. С 2005 года — центр Дятловского сельского поселения, с 2019 года — в составе Вышневолоцкого городского округа. 

## Население
| 1886 | 1914 | 1926 |
| ---- | ---- | ---- |
| 124  | 146  | 126  |

| 2002 | 2010 |
| ---- | ---- |
| 444  | ↘416 |

## Инфраструктура
В деревне находятся средняя общеобразовательная школа, детский социальный приют, детский сад, библиотека, дом культуры, фельдшерско-акушерский пункт, магазины, отделение связи, службы ЖКХ, лесничество, отделение почтовой связи.
Регулярное автобусное сообщение Вышний Волочёк — Дятлово.

## Достопримечательности
- Памятник павшим воинам